# Pyramideforetagende
Pyramideforetagende er en uofficiel betegnelse på en destruktiv forretningsmodel bestående i pengeforflytninger, hovedsageligt ved at hverve flere personer til konceptet. Mens pyramidespil tidligere handlede om ren pengeforflytning, er de fleste koncepter i dag kamufleret bag omsætning af varer eller tjenester; men da hovedfokus stadig er rettet mod hvervning af stadig nye deltagere, er pyramideeffekten til stede i samme grad. Pyramidespil har eksisteret i mindst 100 år. Forretningskonceptet "netværksmarkedsføring" (MLM) er bygget efter det samme princip, men er i de fleste lande lovligt, så længe salg af varer eller tjenester er det centrale. Derimod er pyramidespil ulovligt i de fleste lande, deriblandt Danmark.

## Norge
I årene 2002-06 opererede mindst 60 pyramideforetagender i Norge. World Games (WGI) hævdede at have 250.000 medlemmer. Mindst tyve nordmænd hentede i 2003 milliongevinster ud fra WGI. Pyramidefortagendet the 5 Percent Community (T5PC) gik konkurs i november 2004. Selskabet blev startet i 2000 af Jim Wolden (der har ændret navn til Jim Anderson), FrP-politikeren Chim Kjølner og Andreas Grøstad, og voksede raskt gennem aggressivt salg. De første advarsler mod selskabet blev publiceret i tidsskriftet Kapital i 2002, men advarslerne skræmte ikke medlemmer fra at skyde flere penge ind.
I Oslo arrangerede T5PC samlinger med underholdning af kendte artister som Bertine Zetlitz. Jim Wolden fik bygget en luksusvilla på Eidsvoll for fire millioner kroner, som han fik lånt af et T5PS-selskab registreret i Karibien. Henved 55.000 personer havde da angiveligt meldt sig ind i T5PC, og i alt betalt 260 millioner for hvervepakker og aktier. Omkring 100 millioner af dette var medlemsafgifter, mens selve emissionen indbragte 160 millioner, hvorved de oprindelige aktionærer fik forøget værdien med 12.000 %. Halvdelen af gevinsten tilfaldt selskabet Wynberg Ventures, der ejede 65 % af de stemmeberettigede aktier i T5PC. T5PC ville ikke oplyse, om dette kunne knyttes til Wolden. Derek Broughton ejede 10 % af A-aktierne og tjente godt på at sælge selskabet kurse og tester, som kunderne lastede ned fra internet, og som var en obligatorisk del af de medlemspakker, de var nødt til at købe for at tjene penge på hvervning af nye medlemmer. I juli og august 2003 alene tjente Broughton 200.000 kroner på motivationskurser og internet-tester om det gode liv. Aktionærerne, der deltog i emissionen, fik kun stemmeløse B-aktier; og aktierne, de betalte op til 3,60 kroner for, hadde pålydende kurs kr 0,000125. Officielt havde T5PC planer om at udvikle en netbutik med varer til gunstige priser og provision på andre medlemmers omsætning. Men netbutikken tilbød kun omkring 20 produkter; for det meste værktøjsæt af flere typer. Medlemmerne blev forespejlet, at med 922 millioner aktier og en kurs på 25 euro for disse, ville selskabets værdi komme til at udgøre 190 milliarder kroner, dvs. 45 milliarder mere, end Statoil den gang var priset til på Oslo børs.  To politibetjente ved Rogaland politidistrikt blev i 2004 suspenderet med øjeblikkelig virkning, ud fra mistanke om, at de anvendte politistillingen til at rekruttere medlemmer til T5PC. 
Af virksomhedens topledere blev i 2007 kun to dømt til fængselsstraf. Jørn Ronnie Tagge fik to års fængsel,  men allerede i 2008 stod han igen tiltalt, denne gang for aktiemanipulation og dokumentfalsk. 

## Albanien 1996-1997
I 1996-1997 blev der etableret flere pyramideforetagender i Albanien. Rygtet om store udbytter førte til, at mange albanere investerede deres opsparede midler i foretagenderne. Nogle af de indskudte midler blev investeret i almindelig erhvervsvirksomhed, men mange af dem blev brugt til at betale udbytte til de første investorer.
Efter relativt kort tid faldt udbyttet eller udeblev helt, hvorefter investorer krævede at få deres indskudte midler tilbagebetalt. Da dette kun blev efterkommet i et begrænset omfang, gav det anledning til voldsomme protester, der senere udviklede sig til borgerkrigslignende tilstande. Mange af investorerne mistede deres opsparing. Nogle, der havde solgt husdyr og ejendom, eller havde optaget lån i forventning om at opnå en stor og hurtig gevinst, fik deres sociale situation væsentligt forringet.
I sommeren 1997 førte uroen til at NATO intervenerede for at give mulighed for at der kunne afholdes parlamentsvalg. Valget førte til, at socialisterne fik regeringsmagten, og at præsident Sali Berisha blev erstattet af fysikprofessor Rexhep Meidani.
Der er efterfølgende sket retsforfølgelse af nogle af ejerne, og der er – i begrænset omfang – sket tilbagebetaling af de investerede midler.

## USA
Kosttilskudsfirmaet Herbalife undgik klassificering som pyramidespil ved at indgå et forlig til $200 millioner med de amerikanske myndigheder.

## Eksterne links
- Christoper Jarvis: The Rise and Fall of Albania's Pyramid Schemes – i IMF: Finance Development, March 2000, s. 46-49
- Forbrugerombudsmandens vejledning om Multi Level Marketing/pyramidespil Arkiveret 11. januar 2022 hos  Wayback Machine